# Eberhard Schmalzl
Eberhard Anton Schmalzl, talora italianizzato in Eberardo Schmalzl (Bressanone, 12 giugno 1950), è un ex sciatore alpino italiano.

## Biografia
Specialista delle prove tecniche cugino di Helmuth, anch'egli sciatore alpino, in Coppa del Mondo Eberhard Schmalzl esordì il 6 gennaio 1969 ad Adelboden in slalom gigante (31º), ottenne il primo piazzamento a punti l'8 febbraio seguente a Åre nella medesima specialità (8º) e il miglior risultato il 16 gennaio 1972 a Kitzbühel in slalom speciale (4º); ai successivi XI Giochi olimpici invernali di Sapporo 1972, sua unica presenza olimpica, arrivò 13º nello slalom gigante e 6º nello slalom speciale e pochi giorni dopo la prove olimpiche bissò il suo miglior risultato in Coppa del Mondo quando, il 18 febbraio, giunse 4º nello slalom gigante disputato a Banff. Nel massimo circuito internazionale ottenne gli ultimi punti l'8 marzo 1973 ad Anchorage in slalom gigante (7º), l'ultimo piazzamento il 24 marzo 1973 a Heavenly Valley nella medesima specialità (19º) e prese per l'ultima volta il via l'8 dicembre 1973 a Val-d'Isère sempre in slalom gigante, senza completare quella che sarebbe rimasta l'ultima gara della sua carriera internazionale.

## Palmarès

### Coppa del Mondo
- Miglior piazzamento in classifica generale: 20º nel 1972

### Campionati italiani
- 3 medaglie[6]:
  - 1 oro (slalom gigante nel 1971)
  - 1 argento (combinata nel 1969)
  - 1 bronzo (slalom speciale nel 1972)